# Calycuoniscus compar
Calycuoniscus compar är en kräftdjursart som först beskrevs av Gustav Budde-Lund 1893.  Calycuoniscus compar ingår i släktet Calycuoniscus och familjen Dubioniscidae. Inga underarter finns listade i Catalogue of Life.